# Heliura emerentia
Heliura emerentia là một loài bướm đêm thuộc phân họ Arctiinae, họ Erebidae.